# El sueño de Endimión
El sueño de Endimión es un óleo sobre lienzo de 198 x 261 cm creado en 1791 por el pintor francés Anne-Louis Girodet de Roussy-Trioson y conservado en el Museo del Louvre.

## Descripción
En un plano cercano, el cuadro representa a un joven acostado desnudo sobre mantos y pieles en la oscuridad: su cuerpo está estirado y abandonado en una posición sensual, mientras su torso y rostro están iluminados por la luz de la luna. El tema es obviamente el joven y bellísimo Endimión, según la versión del mito más conocida, un pastor mortal de quien la diosa Selene (la Luna) se enamoró hasta el punto de pedir y obtener para él un sueño eterno que mantendrá su juventud y belleza, para poder admirarlo y amarlo cada noche. Céfiro, el dios del suave viento del oeste, aquí con rasgos similares a un cupido, favorece la exposición del cuerpo de Endimión a los rayos de la enamorada luna, apartando la maleza que rodea el rincón de descanso en lo profundo de la floresta.
El deseo erótico no sólo está representado a través del cuerpo idealmente neoclásico de Endimión, cuyas piernas y genitales yacen en la sombra, sino también por la traviesa figura de Céfiro, cuyas nalgas son iluminadas por la luz lunar de forma incongruente dado que, como señala Whitney Davis, este Céfiro/Eros tiene el rostro vuelto hacia la luna, manteniendo la oscuridad detrás, que por lo tanto no podría iluminar también sus nalgas.

## Historia
El cuadro fue creado por Girodet durante una estancia en Roma y se exhibió en el Salón por primera vez en 1793, resultando ser el primer gran éxito del artista.